# Fińskie odznaczenia
| Baretka                                                                       | Nazwa polska                                                            | Nazwa fińska (skr.)                                                                 |
| Kolejność starszeństwa oficjalnych odznaczeń                                  | Kolejność starszeństwa oficjalnych odznaczeń                            | Kolejność starszeństwa oficjalnych odznaczeń                                        |
| ----------------------------------------------------------------------------- | ----------------------------------------------------------------------- | ----------------------------------------------------------------------------------- |
|                                                                               | Łańcuch Orderu Białej Róży Finlandii                                    | Suomen Valkoisen Ruusun suurristi ketjuineen (SVR SR ketj.)                         |
|                                                                               | Krzyż Wielki Orderu Krzyża Wolności                                     | Vapaudenristin suurristi (VR SR)                                                    |
|                                                                               | Krzyż Wielki Orderu Białej Róży Finlandii                               | Suomen Valkoisen Ruusun suurristi (SVR SR)                                          |
|                                                                               | Krzyż Wielki Orderu Lwa Finlandii                                       | Suomen Leijonan suurristi (SL SR)                                                   |
|                                                                               | Krzyż Mannerheima I Klasy Orderu Krzyża Wolności                        | Vapaudenristin 1. luokan Mannerheim-risti (MR 1)                                    |
|                                                                               | Order Krzyża Wolności I Klasy z Gwiazdą                                 | Vapaudenristin 1. luokka rintatähtineen (VR 1 rtk.)                                 |
|                                                                               | Komandor I Klasy Orderu Białej Róży Finlandii                           | Suomen Valkoisen Ruusun I luokan komentajamerkki (SVR K I)                          |
|                                                                               | Komandor I Klasy Orderu Lwa Finlandii                                   | Suomen Leijonan I luokan komentajamerkki (SL K I)                                   |
|                                                                               | Krzyż Mannerheima II Klasy Orderu Krzyża Wolności                       | Vapaudenristin 2. luokan Mannerheim-risti (MR 2)                                    |
|                                                                               | Order Krzyża Wolności I Klasy                                           | Vapaudenristin 1. luokka (VR 1)                                                     |
|                                                                               | Komandor Orderu Białej Róży                                             | Suomen Valkoisen Ruusun komentajamerkki (SVR K)                                     |
|                                                                               | Komandor Orderu Lwa Finlandii                                           | Suomen Leijonan komentajamerkki (SL K)                                              |
|                                                                               | Krzyż Wielki Zasługi dla Kultury Fizycznej i Sportu Finlandii           | Suomen liikuntakulttuurin ja urheilun suuri ansioristi (SU s.ar)                    |
|                                                                               | Krzyż Zasługi Olimpijskiej Finlandii I Klasy                            | Suomen Olympialaisen ansioristin 1. luokka (O ar 1)                                 |
|                                                                               | Medal Orderu Krzyża Wolności I Klasy z Kokardą                          | Vapaudenmitalin 1. luokka ruusukenauhassa (VM 1 rnk.)                               |
|                                                                               | Złoty Medal Zasługi Orderu Krzyża Wolności                              | Vapaudenristin kultainen ansiomitali (VR kult.Am)                                   |
|                                                                               | Krzyż Żałobny Orderu Krzyża Wolności                                    | Vapaudenristin sururisti (VR surur.)                                                |
|                                                                               | Medal Żałobny Orderu Krzyża Wolności                                    | Vapaudenristin surumitali (VR surum.)                                               |
|                                                                               | Order Krzyża Wolności II Klasy                                          | Vapaudenristin 2. luokka (VR 2)                                                     |
|                                                                               | Order Krzyża Wolności III Klasy                                         | Vapaudenristin 3. luokka (VR 3)                                                     |
|                                                                               | Order Krzyża Wolności IV Klasy za zasługi wojenne                       | Vapaudenristin 4. luokka sodanajan ansioista (VR 4)                                 |
|                                                                               | Kawaler I Klasy Orderu Białej Róży Finlandii                            | Suomen Valkoisen Ruusun I luokan ritarimerkki (SVR R I)                             |
|                                                                               | Medal Pro Finlandia Orderu Lwa Finlandii                                | Suomen Leijonan Pro Finlandia-mitali (SL PF)                                        |
|                                                                               | Odznaka Zasługi Orderu Białej Róży Finlandii [do 1993]                  | Suomen Valkoisen Ruusun ansiomerkki [muutettu 1993] (SVR Am)                        |
|                                                                               | Kawaler I Klasy Orderu Lwa Finlandii                                    | Suomen Leijonan I luokan ritarimerkki (SL R I)                                      |
|                                                                               | Order Krzyża Wolności IV Klasy za zasługi pokojowe                      | Vapaudenristin 4. luokka rauhanajan ansioista (VR 4 ra)                             |
|                                                                               | Kawaler Orderu Białej Róży Finlandii                                    | Suomen Valkoisen Ruusun ritarimerkki (SVR R)                                        |
|                                                                               | Kawaler Orderu Lwa Finlandii                                            | Suomen Leijonan ritarimerkki (SL R)                                                 |
|                                                                               | Krzyż Zasługi Orderu Białej Róży Finlandii (od 1993)                    | Suomen Valkoisen Ruusun ansioristi (SVR Ar)                                         |
|                                                                               | Krzyż Zasługi Orderu Lwa Finlandii                                      | Suomen Leijonan ansioristi (SL Ar)                                                  |
|                                                                               | Krzyż Zasługi Fińskiego Czerwonego Krzyża                               | Suomen Punaisen Ristin ansioristi (SPR ar)                                          |
|                                                                               | Medal za Ratowanie Życia                                                | Hengenpelastusmitali (HPM)                                                          |
|                                                                               | Krzyż Zasługi Olimpijskiej Finlandii II Klasy                           | Suomen Olympialaisen ansioristin 2. luokka (O ar 2)                                 |
|                                                                               | Medal Orderu Wolności I Klasy                                           | Vapaudenmitalin 1. luokka (VM 1)                                                    |
|                                                                               | Medal Zasługi Orderu Krzyża Wolności I Klasy                            | Vapaudenristin 1. luokan ansiomitali (VR Am 1)                                      |
|                                                                               | Medal Orderu Wolności II Klasy                                          | Vapaudenmitali 2. luokka (VM 2)                                                     |
|                                                                               | Medal Zasługi Orderu Krzyża Wolności II Klasy                           | Vapaudenristin 2. luokan ansiomitali (VR Am 2)                                      |
|                                                                               | Medal Pamiątkowy Wojny o Niepodległość z Rozetką                        | Vapaussodan muistomitali ruusuineen (Vs. mm rk.)                                    |
|                                                                               | Medal I Klasy Orderu Białej Róży Finlandii ze Złotym Krzyżem i Klamrą   | Suomen Valkoisen Ruusun I luokan mitali kultaristein ja solkineen (SVR M I kr sk.)  |
|                                                                               | Medal I Klasy Orderu Białej Róży Finlandii z Klamrą                     | Suomen Valkoisen Ruusun I luokan mitali solkineen (SVR M I sk.)                     |
|                                                                               | Medal Orderu Białej Róży Finlandii z Klamrą                             | Suomen Valkoisen Ruusun mitali solkineen (SVR M sk.)                                |
|                                                                               | Medal Pamiątkowy Wojny o Niepodległość                                  | Vapaussodan muistomitali (Vs. mm)                                                   |
|                                                                               | Medal Pamiątkowy Wojny 1939–1940                                        | Vuosien 1939 - 1940 sodan muistomitali (Ts. mm)                                     |
|                                                                               | Medal Pamiątkowy Wojny 1941–1945                                        | Vuosien 1941 - 1945 sodan muistomitali (Js. mm)                                     |
|                                                                               | Medal Rozminowywania                                                    | Miinanraivausmitali (Mrm)                                                           |
|                                                                               | Medal I Klasy Orderu Białej Róży Finlandii ze Złotym Krzyżem            | Suomen Valkoisen Ruusun I luokan mitali kultaristein (SVR M I kr)                   |
|                                                                               | Medal I Klasy Orderu Białej Róży Finlandii                              | Suomen Valkoisen Ruusun I luokan mitali (SVR M I)                                   |
|                                                                               | Medal Orderu Białej Róży Finlandii                                      | Suomen Valkoisen Ruusun mitali (SVR M)                                              |
|                                                                               | Medal Zasługi Wojskowej                                                 | Sotilasansiomitali (Sot.am)                                                         |
|                                                                               | Złoty Medal Zasługi Fińskiego Czerwonego Krzyża                         | Suomen Punaisen Ristin kultainen ansiomitali (SPR kult.am)                          |
|                                                                               | Srebrny Medal Zasługi Fińskiego Czerwonego Krzyża                       | Suomen Punaisen Ristin hopeinen ansiomitali (SPR hop.am)                            |
|                                                                               | Medal za Działalność Charytatywną                                       | Mitali inhimillisestä auliudesta [Pro Benignitate Humana] (PBH)                     |
|                                                                               | Brązowy Medal Zasługi Fińskiego Czerwonego Krzyża                       | Suomen Punaisen Ristin pronssinen ansiomitali (SPR pr.am)                           |
|                                                                               | Medal Zasługi Olimpijskiej Finlandii                                    | Suomen Olympialainen ansiomitali (O am)                                             |
|                                                                               | Krzyż Zasługi Inwalidów Wojennych                                       | Sotainvalidien ansioristi (Sotainv. ar)                                             |
|                                                                               | Krzyż Zasługi Policji                                                   | Poliisin ansioristi (P ar)                                                          |
|                                                                               | Krzyż Zasługi Straży Granicznej                                         | Rajavartiolaitoksen ansioristi (RVL ar)                                             |
|                                                                               | Odznaka Zasługi Przeciwpożarowej                                        | Palontorjunnan ansiomerkki (PR)                                                     |
|                                                                               | Złoty Krzyż Zasługi dla Kultury Fizycznej i Sportu Finlandii            | Suomen liikuntakulttuurin ja urheilun kultainen ansioristi (SU kult. ar)            |
|                                                                               | Krzyż Zasługi dla Kultury Fizycznej i Sportu Finlandii                  | Suomen liikuntakulttuurin ja urheilun ansioristi (SU ar)                            |
|                                                                               | Medal Obrony Cywilnej I Klasy z Klamrą                                  | Väestönsuojelun 1. luokan ansiomitali solkineen (Vss. am 1 sk.)                     |
|                                                                               | Medal Obrony Cywilnej II Klasy z Klamrą                                 | Väestönsuojelun 2. luokan ansiomitali solkineen (Vss. am 2 sk.)                     |
|                                                                               | Złoty Medal Zasługi dla Kultury Fizycznej i Sportu Finlandii            | Suomen liikuntakulttuurin ja urheilun ansiomitali kullatuin ristein SU am krk.)     |
|                                                                               | Medal Obrony Cywilnej I Klasy                                           | Väestönsuojelun 1. luokan ansiomitali (Vss. am 1)                                   |
|                                                                               | Medal Zasługi dla Kultury Fizycznej i Sportu Finlandii                  | Suomen liikuntakulttuurin ja urheilun ansiomitali (SU am)                           |
|                                                                               | Medal Zasługi Straży Granicznej                                         | Rajavartiolaitoksen ansiomitali (RVL am)                                            |
|                                                                               | Medal Obrony Cywilnej II Klasy                                          | Väestönsuojelun 2. luokan ansiomitali (Vss. am 2)                                   |
|                                                                               | Brązowy Medal Zasługi dla Sportu Finlandii                              | Suomen Urheilun pronssinen ansiomitali (SU pr. am)                                  |
|                                                                               | Krzyż Zasługi Służby Więziennej                                         | Vankeinhoidon ansioristi (Vh. ar)                                                   |
|                                                                               | Krzyż Zasługi Służby Celnej z Klamrą                                    | Tullilaitoksen ansioristi soljen kera (Tulli ar sk.)                                |
|                                                                               | Złoty Medal Stowarzyszenia Fińskich Oficerów Rezerwy z Klamrą           | Suomen Reserviupseeriliiton kultainen ansiomitali solkineen (RUL am sk.)            |
| w przygot.                                                                    | Medal Zasługi Gildii                                                    | Kilta-ansiomitali (Kilta am)                                                        |
|                                                                               | Krzyż Zasługi Służby Celnej                                             | Tullilaitoksen ansioristi (Tulli ar)                                                |
|                                                                               | Krzyż Zasługi Zrzeszenia Podoficerów Rezerwy z Klamrą                   | Reserviläisliitto - Reservin Aliupseerien Liiton ansioristi solkineen (RAUL ar sk.) |
| w przygot.                                                                    | Medal Zasługi Stowarzyszenia Chorążych z Klamrą                         | Päällystöliiton ansiomitali soljen kera (PL am sk.)                                 |
|                                                                               | Złoty Medal Stowarzyszenia Fińskich Oficerów Rezerwy                    | Suomen Reserviupseeriliiton kultainen ansiomitali (RUL am)                          |
|                                                                               | Krzyż Zasługi Zrzeszenia Podoficerów Rezerwy                            | Reserviläisliitto - Reservin Aliupseerien Liiton ansioristi (RAUL ar)               |
| w przygot.                                                                    | Medal Zasługi Stowarzyszenia Chorążych                                  | Päällystöliiton ansiomitali (PL am)                                                 |
|                                                                               | Medal Zasługi Stowarzyszenia Oficerów-Inżynierów                        | Insinööriupseeriliiton ansiomitali (IUL am)                                         |
|                                                                               | Medal Zasługi Korpusu Kadetów                                           | Kadettikunnan ansiomitali (KK am)                                                   |
|                                                                               | Medal Zasługi dla Bezpieczeństwa Drogowego                              | Liikenneturvallisuusalan ansiomitali (Lt am)                                        |
|                                                                               | Medal Zasługi Specjalnej dla Środowiska Pracy                           | Työympäristötyön erityisansiomitali (Tyt am)                                        |
|                                                                               | Złoty Medal Zasługi dla Policji                                         | Poliisin kullattu ansiomitali (P am)                                                |
|                                                                               | Medal Zasługi dla Transportu Motorowego                                 | Moottoriliikenteen ansiomitali (Ml am)                                              |
| Półoficjalne odznaczenia zatwierdzone do noszenia z odznaczeniami oficjalnymi |                                                                         |                                                                                     |
|                                                                               | Order św. Baranka Bożego                                                | Pyhän Karitsan ritarikunta (PKR)                                                    |
|                                                                               | Krzyż św. Henryka                                                       | Pyhän Henrikin risti (PHR)                                                          |
|                                                                               | Krzyż Mikaela Agricoli                                                  | Mikael Agricolan risti (MAR)                                                        |
|                                                                               | Medal Pro ecclesia                                                      | Pro ecclesia -mitali                                                                |
| w przygot.                                                                    | Znak Zasługi Fińskiego Towarzystwa Ekonomicznego                        | Suomen Talousseuran ansiomerkit                                                     |
| w przygot.                                                                    | Znak Zasługi Centralnej Izby Handlowej                                  | Keskuskauppakamarin ansiomerkit                                                     |
| w przygot.                                                                    | Znak Zasługi Fińskiej Federacji Miast                                   | Suomen Kaupunkiliiton ansiomerkit                                                   |
| w przygot.                                                                    | Znak Zasługi Związku Fińskich Gmin (obec. Stowarzyszenia Fińskich Gmin) | Suomen Kunnallisliiton (Suomen Kuntaliitto) ansiomerkit                             |
|                                                                               | Medal Helsiński                                                         | Helsinki-mitali                                                                     |